# Friedrich Gottlieb Klopstock
Friedrich Gottlieb Klopstock (Quedlinburg, 1724. július 2. – Hamburg, 1803. március 14.) német költő. Az Empfindsamkeit (Érzékenység) irodalmi korszakának első és egyben legjelentősebb képviselője. Fő műve, a Messiás, egy négy énekből álló rapszodikus hangvételű költemény Jézus mártírhaláláról szól és teljesen elfordul az akkor érvényes verselési szabályoktól, ehelyett magával ragadó, megkapó ritmussal varázsol el.

## Élete
Friedrich Gottlieb Klopstock tizenhét testvér közül a legidősebb volt. Apja, Gottlieb Heinrich, egy ügyvéd fia, a mansfeldi és friedburgi hercegség komissziós megbízottja volt, melyet 1732-től bérelt és Kloptock itt tölthette gyermekkora egy részét. Édesanyja Anna Maria langensalzai kereskedő-családból származott.
Klopstock Quedlinburgba járt gimnáziumba, majd tizenöt évesen a schulpfortei hercegi iskolába került, és alapos képzésben részesült a humán szakokban, a görög és római klasszikusokat jól ismerte: Homéroszt, Pindaroszt, Vergiliust és Horatiust. Itt próbálkozott először első saját szerzeményeivel, elkezdte a Messiás című művét.
1745-ben teológiaszakon kezdett tanulni Jénában az egyetemen, ott írta meg a Messiás első három énekét, amelyet ekkor még prózaműként képzelt el. Csak miután Lipcsébe költözött, dolgozta át az egész addigi irományt hexameterekben. A mű első részei 1748-ban jelentek meg, nagy feltűnést keltett és a kor messiás-irodalmának példaképe lett. Lipcsében készültek Klopstock első ódái is. A teológia szak elvégzése után (a kor szokásának megfelelően) szülőhelyén, Langensalzában lett házitanító. Ott-tartózkodásának két éve alatt Klopstock megtapasztalhatta a szenvedélyes szerelem összes kínját. Epedve beleszeretett tanítványába, Maria-Sophia Schmidtbe, a reménytől, csalódottságtól, és a lemondástól gyötörve, hajszolva költött. Ebben a két évben fogalmazta meg legszebb korai ódáit elérhetetlen kedves szerelméről.
Az ódák megjelenése hihetetlen vihart kavart az olvasott és irodalomban tájékozott közönség körében, a Johann Christoph Gottsched képviselte felvilágosult poétika ellenzői lelkesen ünnepelték a tiszta költészet újjászületését.
Kereste a kapcsolatot Johann Jakob Bodmerrel, aki meghívta Klopstockot magához Zürichbe 1750-ben. Nyolc hónappal később V. Frigyes dán király meghívására Dániába utazott, és a király támogatásával be tudta fejezni nagy művét, aki támogatásán túlmenően még egy életre szóló évi 400 táler (később 800) fizetést is ajándékozott neki. Klopstock ekkor három évet töltött Dániában.
1754-ben Klopstock feleségül vett Margareta (Meta) Mollert, akivel Hamburgban ismerkedett meg. Újdonsült hitvese sajnos már négy év múlva meghalt gyermekszülésben. Klopstock az elkövetkező harminc évben nem tudta magát túltenni felesége halálán, elégiák egész sorát írta. Csak előrehaladott korában (1791) házasodott meg újra és vette feleségül a hamburgi Johanna Elisabeth von Winthemet, aki Meta Moller unokahúga volt.
1759-től 1762-ig Klopstock Quedlinburgban, Braunschweigban és Halberstadtban lakott, majd újra Koppenhágába utazott, ahol egészen 1771-ig időzött és nagy hatással volt az ottani kulturális és irodalmi életre. A Messiáson kívül, amely végül 1773-ban jelent meg teljes egészében, drámákat is írt, pl. Hermanns Schlacht (Hermann csatája). Később Hamburg felé fordult, majd 1776-ban Károly Frigyes badeni őrgróf meghívására Karlsruhéba költözött. 1803-ban hunyt el, temetésén több ezren kísérték koporsóját, amely az akkori viszonyokat tekintve nagyon magas szám, és árulkodik népszerűségéről.

## Magyarul
- Ádám halála. Egy szomorú dramma...; ford. Sikos István; Streibig Ny., Győr, 1812
- Messiás; ford. Tárkányi; Szent István Társulat, Pest, 1872 (Házi könyvtár)